# Georgie Henley
Georgina Helen Henley, nota semplicemente come Georgie Henley (Ilkley, 9 luglio 1995), è un'attrice cinematografica britannica, famosa per aver interpretato Lucy Pevensie nella serie Le cronache di Narnia, per cui ha vinto il Phoenix Film Critics Award come Migliore giovane attrice.

## Biografia
Georgie nasce a Ilkley, nel West Yorkshire, figlia di Mike ed Helen Henley. Ha due sorelle maggiori, Rachael e Laura. Ha frequentato la Moorfield School for Girls e successivamente la Bradford Grammar School.
Esordisce nel 2005, nel film Le cronache di Narnia - Il leone, la strega e l'armadio, nel ruolo di Lucy Pevensie. Il ruolo l'ha portata alla fama e alla vittoria di numerosi premi a soli 10 anni, tra cui uno Young Artist Award. Henley riprende il ruolo di Lucy nei successivi film della saga, Le cronache di Narnia - Il principe Caspian e Le cronache di Narnia - Il viaggio del veliero. Successivamente ha interpretato il ruolo della giovane Jane Eyre nella miniserie televisiva della BBC Jane Eyre.
Nel 2008 si è aggiudicata il premio Favourite Female Film Star ai Nickelodeon Kids' Choice Awards. Nel 2009 è stata nominata allo Young Artist Award come Miglior giovane attrice; ha ricevuto inoltre un'altra nomination insieme ai colleghi Skandar Keynes, William Moseley e Anna Popplewell come Miglior giovane cast per Le cronache di Narnia - Il principe Caspian. Ha ricevuto inoltre le nomination Miglior giovane attrice ai Broadcast Film Critics Association, Miglior promessa agli Empire Awards e Miglior attore esordiente ai Chicago Film Critics Association Awards del 2005.
Nell'aprile 2014 ha recitato nel film Perfect Sisters, con Abigail Breslin e Mira Sorvino. Successivamente è protagonista, insieme a Kara Hayward, della pellicola The Sisterhood of Night, presentata in anteprima nell'ottobre 2014 al Woodstock Film Festival e distribuita negli Stati Uniti il 10 aprile 2015.

## Attivismo
Henley sostiene diversi progetti a favore dei bambini nel mondo, come SOS Villaggi dei bambini.

## Filmografia

### Attrice

#### Cinema
- Le cronache di Narnia - Il leone, la strega e l'armadio (The Chronicles of Narnia: the Lion, the Witch & the Wardrobe), regia di Andrew Adamson (2005)
- Le cronache di Narnia - Il principe Caspian (The Chronicles of Narnia: Prince Caspian), regia di Andrew Adamson (2008)
- Le cronache di Narnia - Il viaggio del veliero (The Chronicles of Narnia: The Voyage of the Dawn Treader), regia di Michael Apted (2010)
- Sorelle assassine (Perfect Sisters), regia di Stanley M. Brooks (2014)
- The Sisterhood of Night, regia di Caryn Waechter (2014)
- Access All Areas, regia di Bryn Higgins (2017)

#### Televisione
- Jane Eyre – miniserie TV, 2 puntate (2006)
- The Spanish Princess – miniserie TV, 13 puntate (2019-2020)
- The Diplomat – serie TV, 8 episodi (2023-2024)

### Doppiatrice
- Le cronache di Narnia - II leone, la strega e l'armadio (2005) - videogioco
- Le cronache di Narnia - Il principe Caspian (2008) - videogioco

## Riconoscimenti
- Critics' Choice Movie Awards
  - 2006: Nominata – Best Young Actress per Le cronache di Narnia - Il leone, la strega e l'armadio
- Chicago Film Critics Association Awards
  - 2006: Nominata – Most Promising Performer per Le cronache di Narnia – Il leone, la strega e l'armadio
- Empire Awards
  - 2006: Nominata – Best Newcomer per Le cronache di Narnia – Il leone, la strega e l'armadio
- Nickelodeon Kids' Choice Awards
  - 2008: Vinto – Kids Choice Film Actress per Le cronache di Narnia – Il principe Caspian
- Online Film Critics Society Awards
  - 2006: Nominata – Best Breakthrough Performance per Le cronache di Narnia – Il leone, la strega e l'armadio
- Phoenix Film Critics Awards
  - 2006: Vinto – Best Performance by a Youth in a Lead or Supporting Role – Female per Le cronache di Narnia: il leone, la strega e l'armadio
- Young Artist Award
  - 2006: Vinto – Best Performance in a Feature Film – Young Actress Age Ten or Younger per Le cronache di Narnia – Il leone, la strega e l'armadio
  - 2009: Nominata – Best Performance in a Feature Film – Leading Young Actress per Le cronache di Narnia: il principe Caspian
  - 2009: Nominata – Best Performance in a Feature Film – Young Ensemble Cast per Le cronache di Narnia – Il principe Caspian
  - 2011: Nominata – Best Performance in a Feature Film – Young Ensemble Cast per Le cronache di Narnia – Il viaggio del veliero

## Doppiatrici italiane
Nelle versioni in italiano delle opere in cui ha recitato, Georgie Henley è stata doppiata da:
- Lilian Caputo in Le cronache di Narnia - Il leone, la strega e l'armadio, Le cronache di Narnia - Il principe Caspian, Le cronache di Narnia - Il viaggio del veliero
- Emanuela Ionica in The Spanish Princess
- Danila Tropea in The Diplomat